# Tora Aman
La Tora Aman è una casa editrice malaysiana che di manga e manhwa. È una delle maggiori case editrici di manga dell'intera Malaysia.

## Titoli pubblicati
(Il titolo in malese è tra parentesi)

### Manga
- Captain Tsubasa (Kapten Tsubasa)
- Detective Conan (Detektif Conan)
- Devil & Devil
- Doraemon
- Dorabase
- The Draft of Citrus (Taufan Limau)
- Flame of Recca (Bara Api Recca)
- H2
- Psychometrer Eiji
- Get Backers (Rumah Rampas Kembali)
- Great Teacher Onizuka (Guru Terampil Onizuka)
- Karakuri Circus (Sarkas Karakuri)
- Katsu!
- Konjiki no Gash Bell!! (Gash!! Emas)
- The Law of Ueki (Peraturan Ueki)
- MÄR
- Ranma ½
- Slam Dunk
- Tenshi na konamaiki (Malaikat Nakal)
- Ushio e Tora (Ushio dan Tora)
- Perawan Sungai Nil

### Manhwa
- Acacia
- Hip Hop
- Hot Dog
- ideju!
- King of Hell
- Now
- Ragnarok
- Rebirth
- Salyetop